# أوائل المقالات (كتاب)
أوائل المقالات في المذاهب والمختارات ، كتاب عقائدي للشيخ المفيد، وهو من فقهاء ومتكلمي الشيعة، يشتمل الكتاب على جملة من المسائل العقائدية مع ذكر آراء علماء المذاهب فيها، ويمتاز الكتاب بأنّه يحتوي على قضايا لم تطرح ولم يبحث عنها في الكتب التي سبقته والتي لحقته.

## التعريف بالكتاب
يُصنّف كتاب أوائل المقالات ضمن الكتب العقائدية الأولى لدى الشيعة الإمامية، حيث بُحثت فيه جُمْلة من المسائل العقائدية المتعلّقة بأصول الدين، إضافة إلى مسائل أخرى تندرج ضمن البحوث العقائدية وضمن مجالات أخرى كالمجال الفلسفي والأصولي والفقهي ولكن لها عُلقة بالمسائل العقائدية بالتبع.

## محتوى الكتاب
قسّم الشيخ المفيد مواضيع بحثه في كتابه أوائل المقالات إلى خمسة أبحاث:
- الفرق بين المفهوم العرفي لكلمة الشيعة والمعتزلة وعلّة تسمية كل واحد منهما باسمه.
- الفرق بين الإمامية وغيرها من الفرق الشيعية.
- الفرق بين الشيعة والمعتزلة في تفاصيل المسائل الإعتقادية.
- البحث عن المسائل الأصولية الإعتقادية بشكل مختصر.
- البحث عن المسائل العقلية العامة التي ليست من الأمور العقائدية ولكنها مما تبتنى عليها.[2]

## نسخ الكتاب
أهم النُّسخ الموجودة لكتاب أوائل المقالات:
- نسخة مكتوبة بخط اليد في مكتبة الأستانة الرضوية المقدسة في مدينة مشهد بخط محمد حسين بن زين العابدين.
- نسخة مكتبة السيد محمد علي الروضاتي بخط جده السيد محمد بن زين العابدين كتبها سنة 1281هـ.
- نسخة الشيخ الزنجاني موجودة في مكتبة المجلس النّيابي.[3]